# Pastinaca brevivittata
Pastinaca brevivittata är en flockblommig växtart som beskrevs av Koso-pol. Pastinaca brevivittata ingår i släktet palsternackor, och familjen flockblommiga växter. Inga underarter finns listade i Catalogue of Life.